# Arraias Airport
Arraias Airport är en flygplats i Brasilien.   Den ligger i kommunen Arraias och delstaten Tocantins, i den centrala delen av landet, 300 km norr om huvudstaden Brasília. Arraias Airport ligger 559 meter över havet.
Terrängen runt Arraias Airport är varierad. Närmaste större samhälle är Campos Belos, 12,4 km öster om Arraias Airport.
Omgivningarna runt Arraias Airport är huvudsakligen savann. Runt Arraias Airport är det glesbefolkat, med 8 invånare per kvadratkilometer.